# 圣体龛教堂 (格拉纳达)

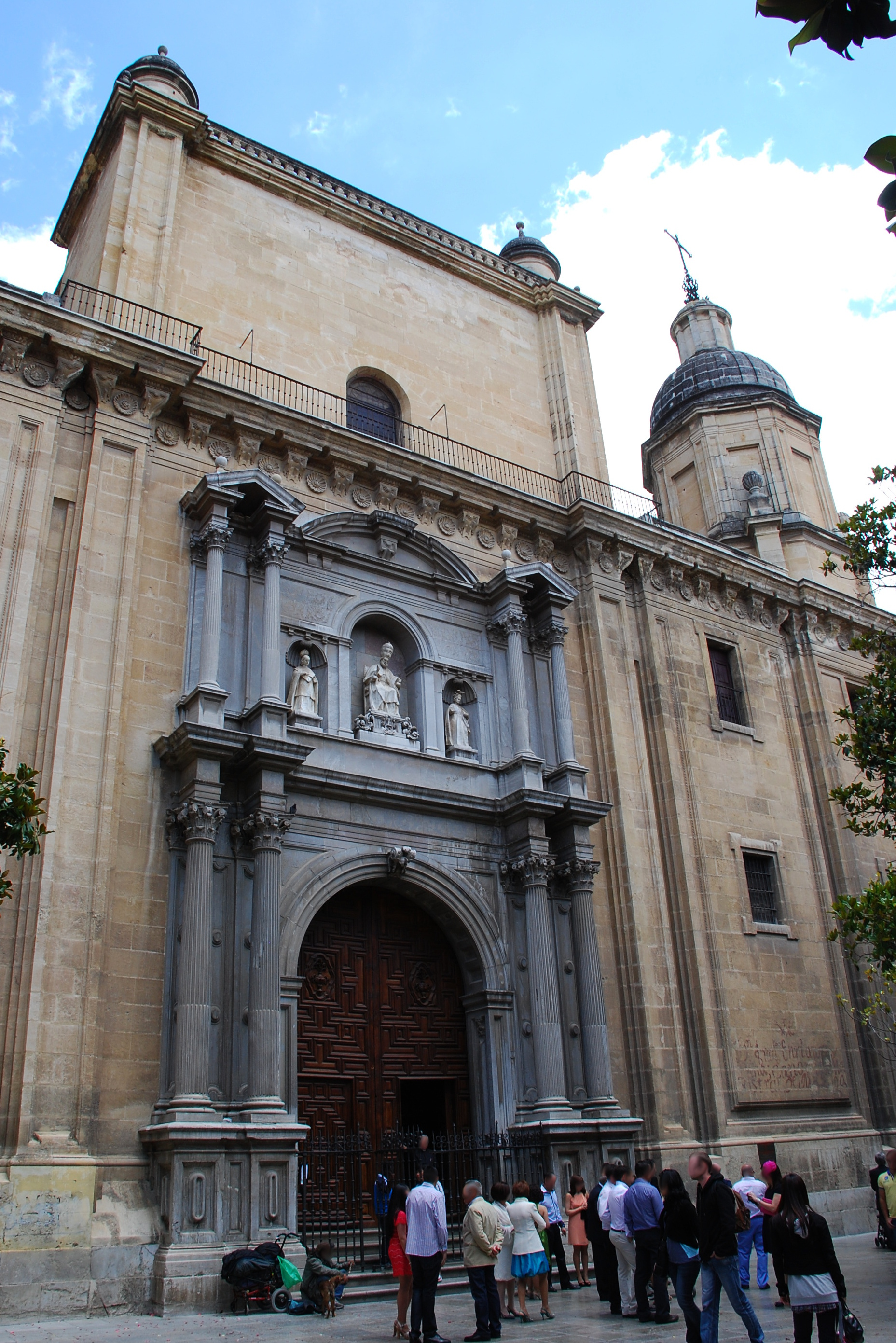

圣体龛教堂（西班牙語：Iglesia del Sagrario）是一座教堂，位于西班牙安达卢西亚格拉纳达的阿隆索卡诺广场（plaza de Alonso Cano）。它建于1704年，坐落在格拉纳达主教座堂的后面，同时也占据了该城原清真寺的相应部分。1526年接待来到格拉纳达主教座堂的查理五世和葡萄牙的伊莎貝拉。感恩仪式结束之后，他们继续前往阿尔罕布拉宫。
该堂为希腊十字平面，堂内保存15世纪和16世纪有趣的绘画。大门上方有一个弯曲的三角楣饰。